# AS Corps Enseignement
El AS Corps Enseignement es un equipo de fútbol de Madagascar que juega en la Segunda División de Madagascar, la segunda liga de fútbol en importancia en el país.

## Historia
Fue fundado en la ciudad de Toliara y es uno de los equipos de fútbol más ganadores de Madagascar, ya que cuentan con tres títulos de liga, todos en la década de los años 1970, siendo uno de los equipos dominantes de la época, aunque no juegan en la máxima categoría desde los años 90s.
A nivel internacional han participado en tres torneos continentales, en los cuales nunca han podido superar la primera ronda.

## Palmarés
- Campeonato malgache de fútbol: 3

1974, 1975, 1977

## Participación en competiciones de la CAF
| Temporada | Torneo                            | Ronda | Club               | Casa  | Visita | Global |
| --------- | --------------------------------- | ----- | ------------------ | ----- | ------ | ------ |
| 1975      | Copa Africana de Clubes Campeones | 1     | Green Buffaloes FC | w.o.1 | w.o.1  | w.o.1  |
| 1976      | Copa Africana de Clubes Campeones | 1     | Simba SC           | 4-2   | 1-4    | 5-6    |
| 1978      | Copa Africana de Clubes Campeones | 1     | Matlama FC         | 1-2   | w.o.2  | 1-2    |

1- Corps Enseignement abandonó el torneo.

2- Corps Enseignement abandonó el torneo antes de jugar el partido de vuelta.